# Rezerwat przyrody Nad Groblą
Rezerwat przyrody Nad Groblą – leśny rezerwat przyrody w południowo-zachodniej Polsce, w woj. dolnośląskim, w powiecie jaworskim, w gminie Paszowice.
Rezerwat został utworzony 5 stycznia 2001 r. na podstawie Rozporządzenia Wojewody Dolnośląskiego Dz. Urz. Woj. Dol. Nr 2 poz. 21 z 2001 r. W roku 2010 powiększono obszar rezerwatu do 88,41 ha.

## Położenie
Znajduje się na Pogórzu Kaczawskim nad rzeką Młynówka, w południowej części Parku Krajobrazowego „Chełmy”, ok. 0,5 km na zachód od miejscowości Grobla.
Rezerwat obejmuje fragment południowo-zachodniego zbocza wzniesienia Nad Groblą oraz część doliny Młynówki, położonych między miejscowościami Siedmica i Grobla. W całości znajduje się w obszarze Natura 2000 Góry i Pogórze Kaczawskie PLH020037.

## Charakterystyka
Jest to rezerwat leśny utworzony dla ochrony ciekawych form geologicznych i wielu rzadkich gatunków roślin chronionych, oraz naturalnych zbiorowisk leśnych, głównie kwaśnych dąbrów. W rezerwacie znalazły również ochronę fragmenty interesujących zbiorowisk roślin naskalnych szczelinowych i suchych zboczy. Osobliwością florystyczną rezerwatu jest największe w Polsce skupisko drzewiastych form jarzębu brekinii, które tworzą rzadki zespół podgórskiej dąbrowy brekiniowej Sorbo torminalis-Quercetum, znanej w Polsce wyłącznie z terenów Pogórza Kaczawskiego. We florze na uwagę zasługują również: lilia złotogłów, naparstnica zwyczajna, pierwiosnek lekarski, wiciokrzew pomorski, miodownik melisowaty, rojownik pospolity, cis pospolity, dzwonek brzoskwiniolistny, podkolan biały i kruszczyk szerokolistny. Flora rezerwatu liczy ponad 200 gatunków roślin, w tym ponad 20 objętych ochroną. W pobliżu potoku występuje salamandra plamista.
Obszar rezerwatu obejmuje teren zbudowany ze skał przeobrażonych metamorfiku kaczawskiego – zieleńców, łupków zieleńcowych i diabazów, powstałych w starszym paleozoiku – od kambru do syluru.

## Turystyka
Wąwozem prowadzi szlak turystyczny
- zielony – z Grobli do Muchowa